# Chadwickia longiceps
Chadwickia longiceps är en stekelart som beskrevs av Boucek 1988. Chadwickia longiceps ingår i släktet Chadwickia och familjen puppglanssteklar. Inga underarter finns listade i Catalogue of Life.